# Bataille de Bakou
Première Guerre mondiale
Batailles
- Offensive Bergmann
- Sarikamis
- Ardahan (en)
- Van
- Manzikert
- Kara Killisse
- Erzurum
- Trébizonde (en)
- Bitlis
- Erzincan
- Expédition allemande
- Sardarapat
- Abaran
- Karakilisa
- Bakou

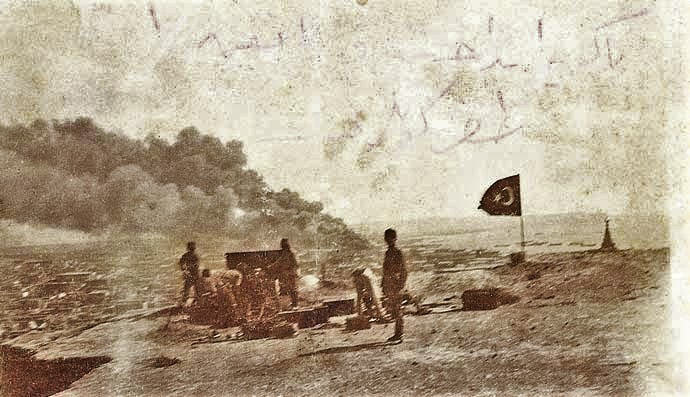
Artilleurs azéris et turcs à proximité de Bakou durant la bataille.

La bataille de Bakou (azéri : Bakı döyüşü ; russe : Битва за Баку ; turc : Bakü Muharebesi) s'est déroulée entre juin et septembre 1918. Elle a opposé pour le contrôle de la Transcaucasie et des champs pétrolifères de Bakou une coalition de l'Empire ottoman et de l'Azerbaïdjan, dirigée par Nouri Pacha, aux forces soviétiques, puis anglo-arméniennes dirigées par Lionel Dunsterville. Celles-ci ont été vaincues et l'armée de Nouri Pacha est entrée à Bakou le 15 septembre 1918.
Cette bataille est la conclusion de la campagne du Caucase et marque le début de la guerre entre l'Arménie et l'Azerbaïdjan,.

## Contexte

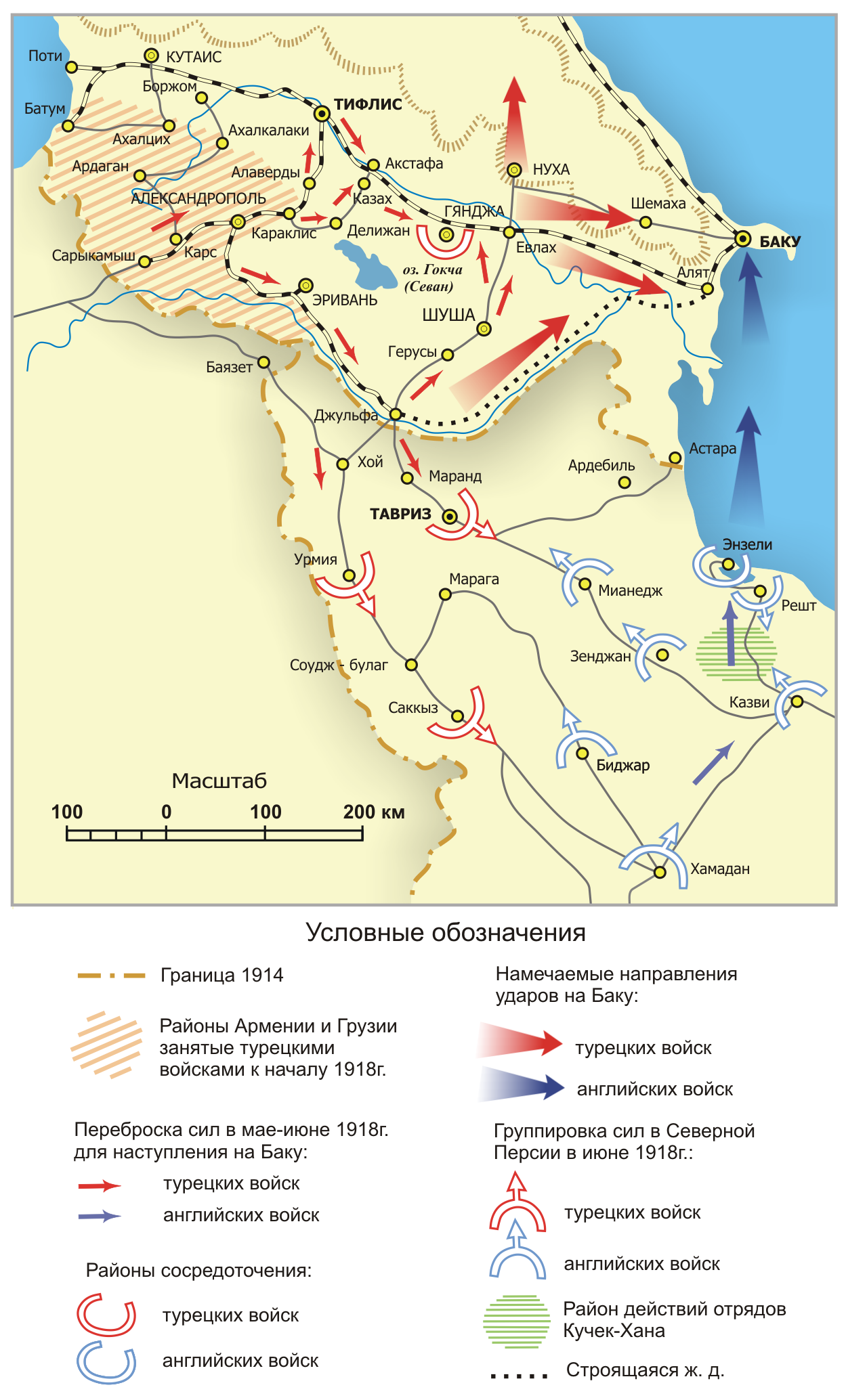
L'offensive ottomane du Caucase en 1918.

En 1917, le front russe du Caucase s'écroule après l'abdication du Tsar Nicolas II. Le 9 mars 1917, un Comité spécial de Transcaucasie est établi par le gouvernement provisoire de Russie, afin d'administrer les régions occupées. Il ne dure pas longtemps et en novembre 1917, le commissariat transcaucasien est créé par les bolcheviques. Le 5 décembre 1917, l'armistice d'Erzincan est signé entre les bolcheviques et l'empire ottoman. Les troupes russes quittent alors le front en grande majorité. Certains rejoignent la campagne de Perse, en violation de l'accord d'armistice. Le général Nikolaï Baratov reste à Hamadan, et le colonel Lazar Bitcherakhov (ru) et 10 000 hommes se maintiennent à Kermanshah. Ces forces sont aidées d'officiers de liaison britanniques.
En 1918, les Britanniques invitent les Arméniens à former une force militaire, sous le commandement de Lionel Dunsterville à Bagdad. Ces troupes prirent le nom de Dunsterforce. Leur but militaire était d'atteindre le Caucase à travers la Perse, pendant le déroulement de la campagne de Perse, et le bassin pétrolifère de Bakou. Il était prévu de recruter plus de forces dans le Caucase. Le 10 février 1918, le Sejm décide son indépendance. Le 10 février, la République démocratique fédérative de Transcaucasie est proclamée. Celle-ci était anti-bolchevique et voulait la séparation de la Transcaucasie et de la Russie. Le 27 février, la Dunsterforce est envoyée de Bagdad dans la région, avec des officiers et des instructeurs. La Dunsterforce reçoit pour mission de garder le front intact et de mettre un terme aux plans d'Enver Pacha. Le 17 février, La Dunsterforce arrive à Enzeli, où des bolcheviques leur refusent le passage vers Bakou.
Le 3 mars 1918, le grand Vizir Talaat Pacha signe le traité de Brest-Litovsk avec les bolcheviques. Celui-ci prévoit le retour aux frontières d'avant-guerre et l'incorporation des villes de Batoumi, Kars, et Ardahan à l'Empire ottoman. Entre le 14 mars et avril 1918, une conférence de paix réunit le Sejm et l'empire ottoman.
Le 30 mars 1918, après 10 jours de négociations, des nouvelles de massacres de musulmans et Azerbaïdjanais à Bakou arrivent. Par conséquent, les journées qui suivent provoquent des massacres interethniques, appelés jours de Mars. Il y eut plus de 120 000 morts dans le gouvernement de Bakou,,. Avant ces jours, les Azerbaïdjanais demandaient l'autonomie au sein de la Russie, mais ensuite ils réclament l'indépendance et un soutien ottoman.
Le 5 avril 1918, Akaki Tchenkéli de la délégation transcaucasienne accepte le traité de Brest-Litovsk comme base des négociations, et demande aux gouvernants de rejoindre son opinion. Les autres représentants transcaucasiens se considèrent, eux, comme en guerre contre l'empire ottoman. Quelque temps après, la troisième armée ottomane prend Erzéroum, Kars et Van. Enver Pacha voulait rattacher la Transcaucasie à l'Empire ottoman dans le cadre du touranisme. Cela aurait donné aux puissances centrales des ressources pétrolières, et à travers le contrôle de la Caspienne, menacé l'Inde britannique.
Le 11 mai 1918, une nouvelle conférence de paix s'ouvre à Batoumi. Les Ottomans demandent de contrôler Tbilissi, Alexandropol et Etchmiadzin. Leur objectif était la construction d'une voie ferrée, pour relier Kars et Djoulfa à Bakou. Les Arméniens et Géorgiens commencent à bloquer les négociations. À partir du 21 mai, les armées ottomanes reprennent leur offensive. S'ensuivent la bataille de Sardarapat (21–29 mai), la bataille de Karakilisa (24–28 mai), et la bataille d'Abaran (21–24 mai).
Le 26 mai 1918, la fédération transcaucasienne est dissoute avec la déclaration de l'indépendance de la république démocratique de Géorgie, suivie rapidement par celle de la République d'Arménie (1918-1920), et de la république démocratique d'Azerbaïdjan. Le 28 mai, la Géorgie soutient l'expédition allemande dans le Caucase, à la fois contre les bolcheviques et les Ottomans. Le gouvernement d'Azerbaïdjan déménage de Tbilissi à Gandja. Le 27 août, l'Allemagne obtient de la Russie bolchevique un quart de la production pétrolière de Bakou en échange de la destruction de l'armée islamique du Caucase. L'empire allemand, alors allié à l'empire ottoman, demande à Enver Pacha de retarder l'offensive en Azerbaïdjan, mais celui-ci ignore la demande.
En mai, sur le front de Perse, Nouri Pacha, frère d'Enver Pacha, s'installe à Tabriz pour organiser l'armée islamique du Caucase, dans le but de combattre Arméniens et bolcheviques. Ses troupes contrôlent une bonne part de l'Azerbaïdjan, ce qui conduit certains éléments de la société azerbaïdjanaise à s'opposer aux Turcs.
Le 4 juin 1918, l'Azerbaïdjan et l'empire ottoman signent un traité d'amitié et de coopération qui précise (clause 4) que l'armée ottomane assurerait un appui militaire s'il était nécessaire pour assurer paix et sécurité dans le pays.

## Prélude
L'armée islamique du Caucase, commandée par Nouri Pacha, comprenait des troupes ottomanes et azéries. Elles comprenaient environ 14 000 fantassins, 500 cavaliers, et 40 pièces d'artillerie. 30 % des hommes étaient ottomans, le reste d'Azerbaïdjan ou du Daguestan.
Les forces à Bakou étaient dirigées par le général russe Dokoutchaev, aidé par le colonel arménien Avetisov. Ils commandaient 6 000 hommes de la république centrocaspienne. Une grande majorité était arménienne, mais certains soldats étaient Russes. Ils disposaient de 40 canons de campagne. Les forces soviétiques d'Amazasp, sortant d'une guérilla contre les Turcs, voyaient tout musulman comme un ennemi potentiel.
La mission britannique, du Major-Général Lionel Dunsterville prend ses ordres le 18 janvier 1918, quitte Bagdad le 27 janvier, avec des véhicules. Dunsterville avait environ 1 000 hommes sous son commandement, avec des canons de campagne, des mitrailleuses, trois voitures blindées, et deux avions. Il traverse la Perse pour aller à Bandar-e Anzali.

Forces en présence
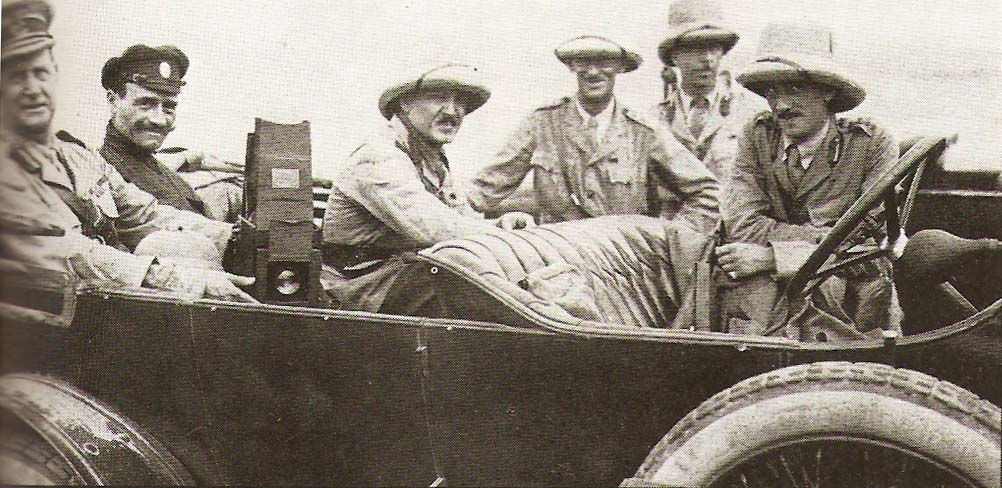
Dunsterville (tout à gauche).
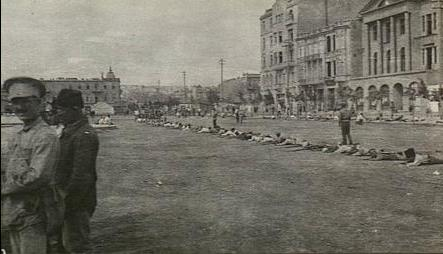
Membres de la Dunsterforce entraînant des hommes de l'armée de Bakou.
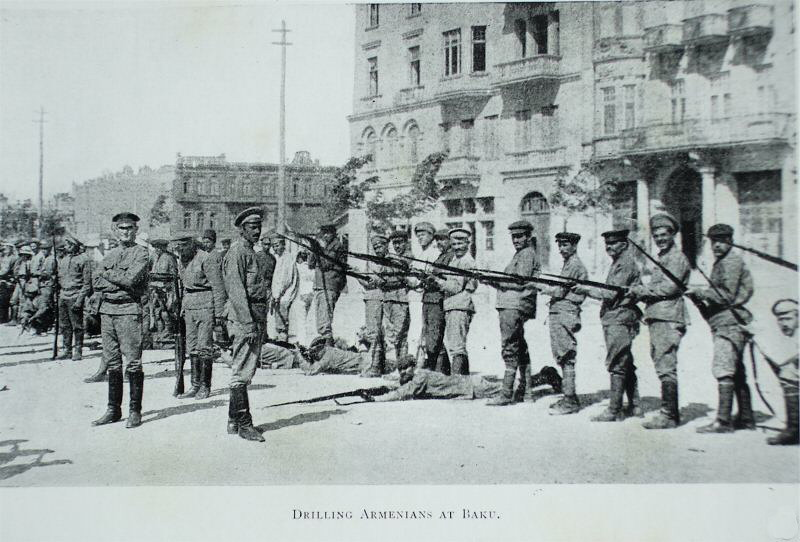
Unités arméniennes à l'entraînement à Bakou.
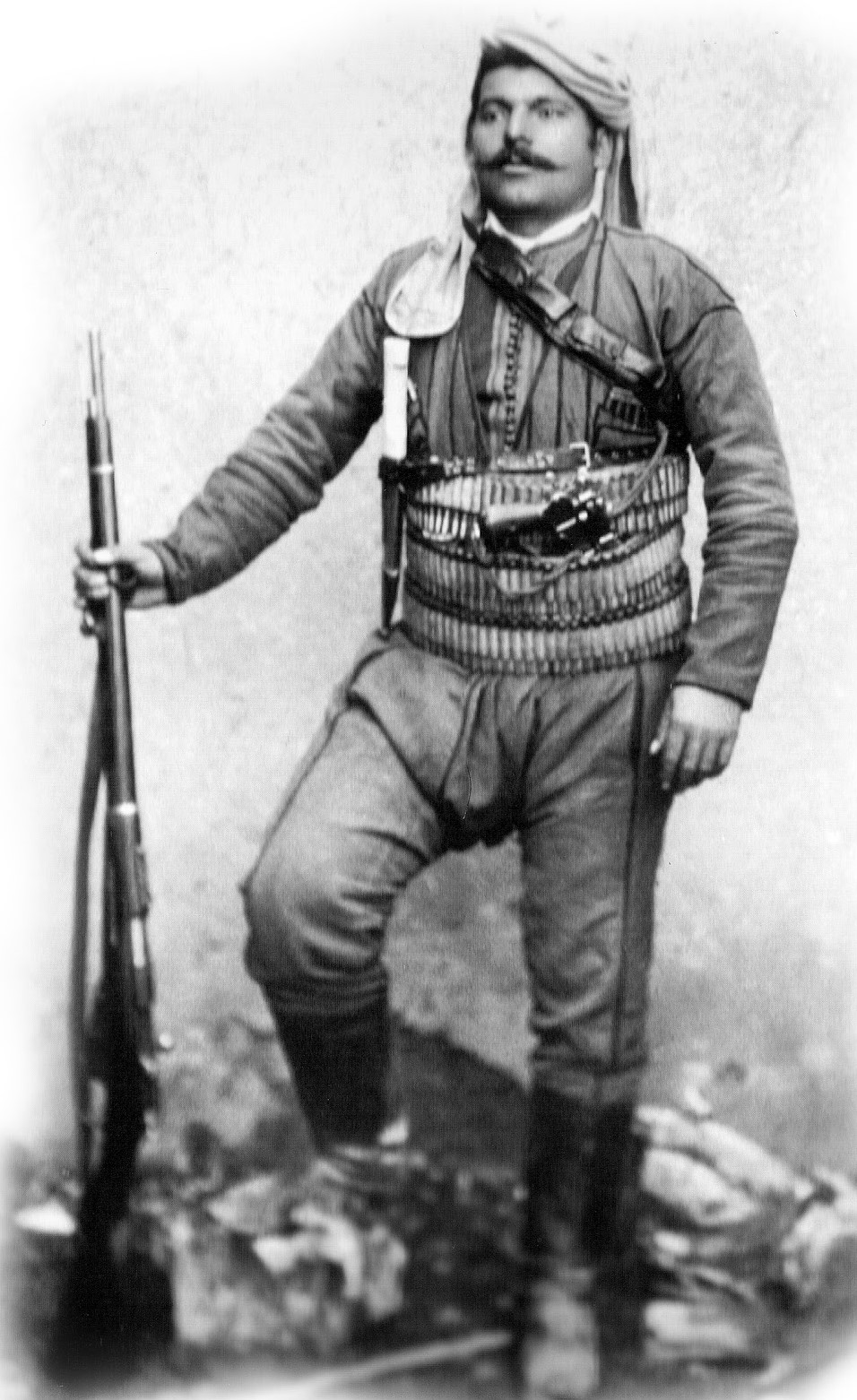
Mourad de Sebastia (en), chef arménien tué à la bataille de Bakou
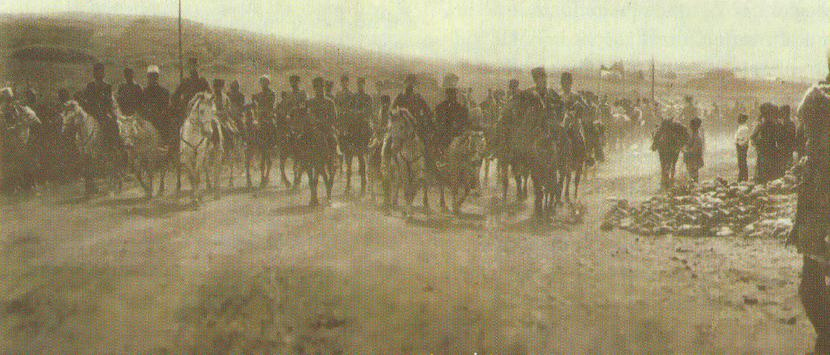
L'armée islamique du Caucase traverse Qazakh
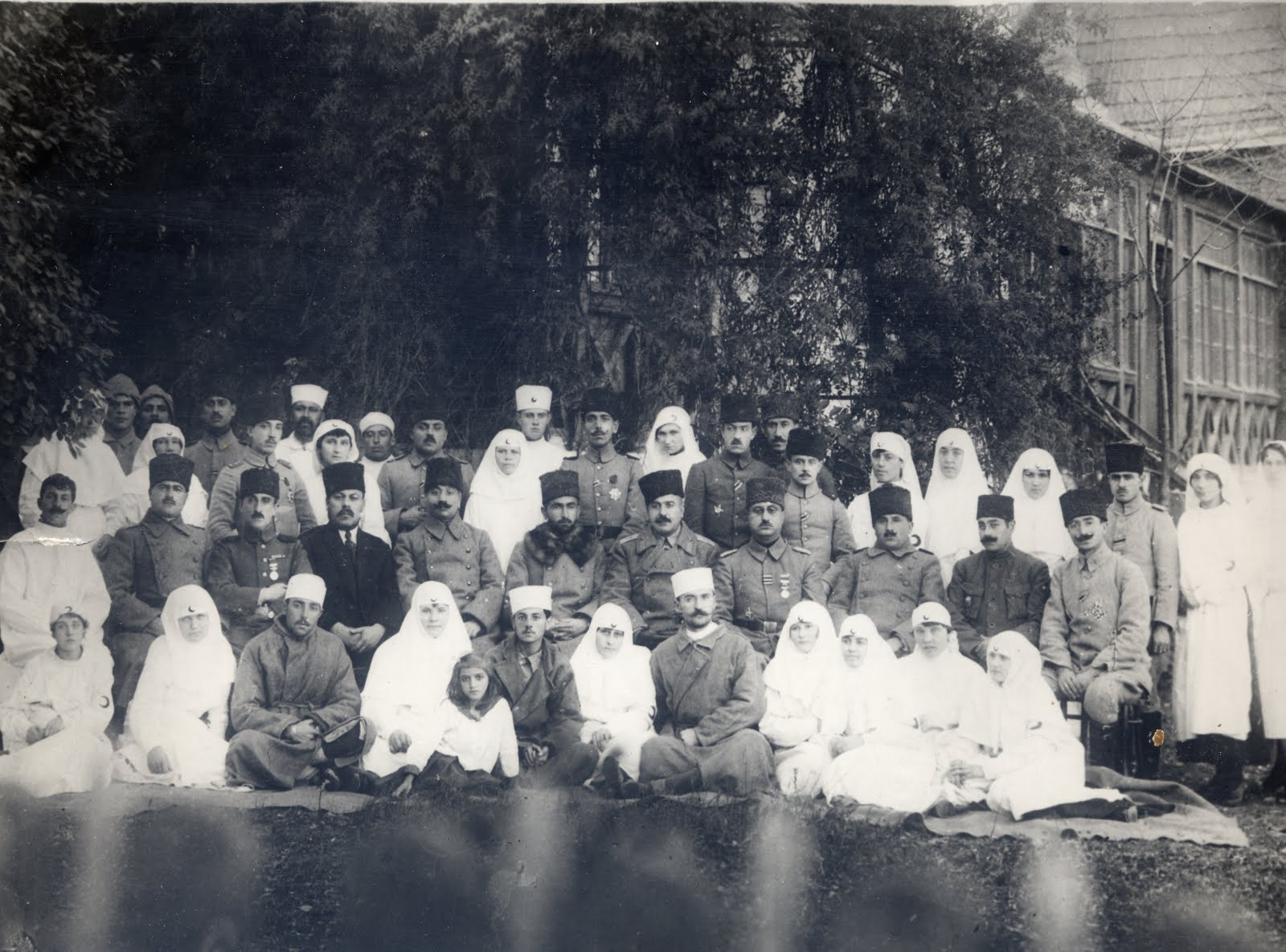
Officiers de l'armée islamique du Caucase et personnels du ministère de la Santé d'Azerbaïdjan
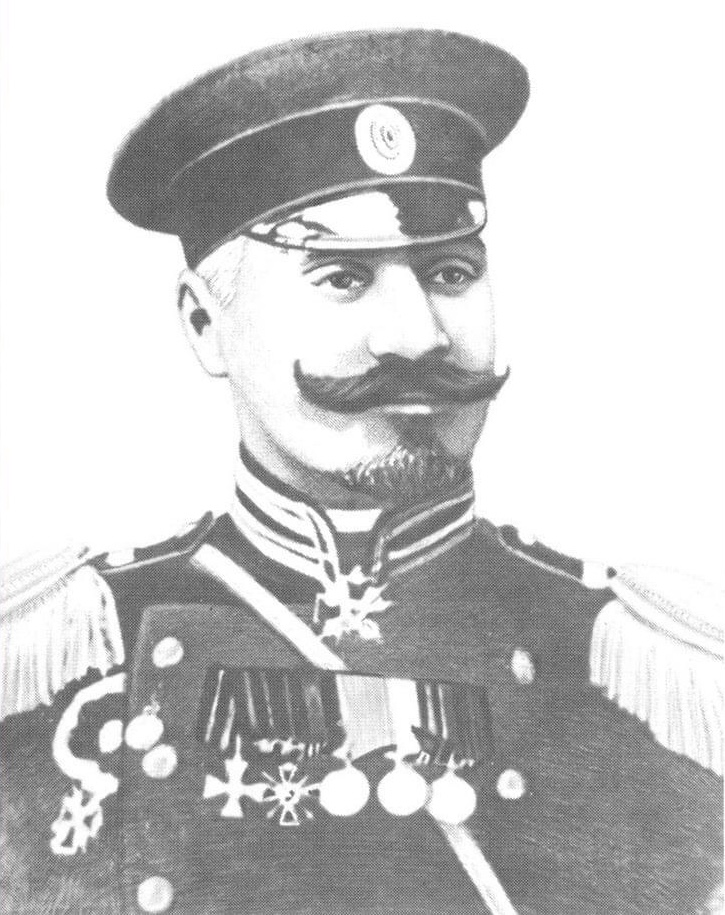
Aliagha Shikhlinski, commandant en chef des forces azerbaïdjanaises

## Bataille

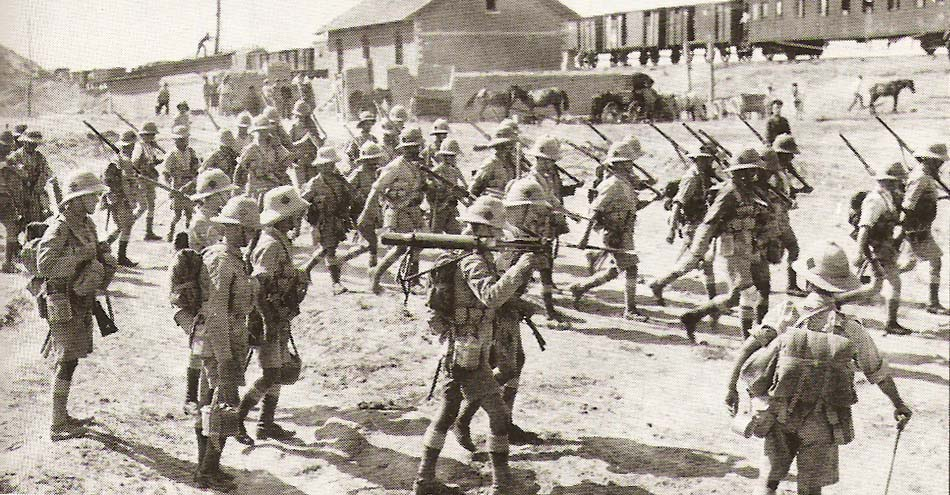
Un contingent des forces de Dunsterville, en route vers Bakou.

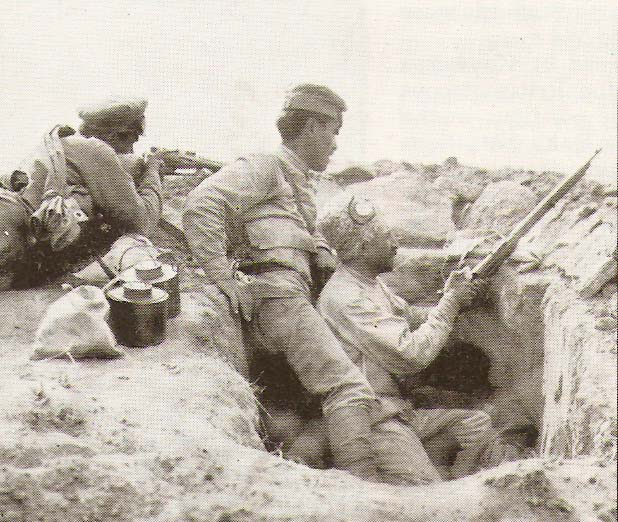
Troupes arméniennes dans une tranchée.

### À l'extérieur de la ville
Le 6 juin 1918, l'Armée rouge de Grigory Korganov reçoit l'ordre d'attaquer Gandja. L'Azerbaïdjan, incapable de se défendre demande l'aide de l'Empire ottoman, en application de la clause 4 du traité entre les 2 pays. Les troupes soviétiques pillent et tuent les musulmans pendant leur avance vers Gandja. Cependant, une partie des troupes devant arriver restent à Tsaritsyne (l'actuelle Volgograd) sous ordre de Joseph Staline. De même, une partie de la nourriture destinée à la population affamée de Bakou est détournée vers Tsaristyne. Cela fut préjudiciables aux troupes soviétiques.
Du 27 juin au 1er juillet 1918, près de Göyçay, l'armée ottomane défait l'Armée rouge, puis marche vers Bakou. À ce moment, Bitcherakhov était proche de Qazvin, essayant d'aller vers le nord. Après avoir battu certains des Jangalis, il se dirige vers Bakou. De retour le 22 juin, il veut bloquer l'armée du Caucase à Alyaty Pristan'. Cependant, il arrive trop tard, et continue au nord vers Derbent, pensant attaquer l'armée du Caucase. Il ne laisse à Bakou que quelques Cosaques. En plus des Russes, les Jangalis harcèlent la colonne Dunsterville.
Le 26 juillet 1918 un coup d'État renverse les bolcheviques à Bakou. Le nouveau gouvernement de la dictature de Caspienne centrale veut arrêter Stepan Chahoumian, mais celui-ci s'empare de l'arsenal et de 13 bateaux, et s'enfuit avec 1 200 soldats rouges en direction d'Astrakhan. La flotte de la Caspienne, loyale au nouveau gouvernement, leur fait faire demi-tour.
Le 30 juillet 1918, l'armée islamique du Caucase arrive à la périphérie de Bakou, ce qui force Dunsterville à immédiatement envoyer ses hommes, arrivés le 16 août.
Le 17 août 1918, Dokoutchaev commence une offensive à Diga. Il avait prévu que 600 Arméniens dirigés par le colonel Stepanov attaqueraient au nord de Bakou. À l'aide de renforts, il fermerait l'Abşeron pour tenir une forte position défensive. L'attaque échoua par manque d'artillerie . Par conséquent, ses troupes se retirèrent un peu au nord de Diga.

### Ville de Bakou

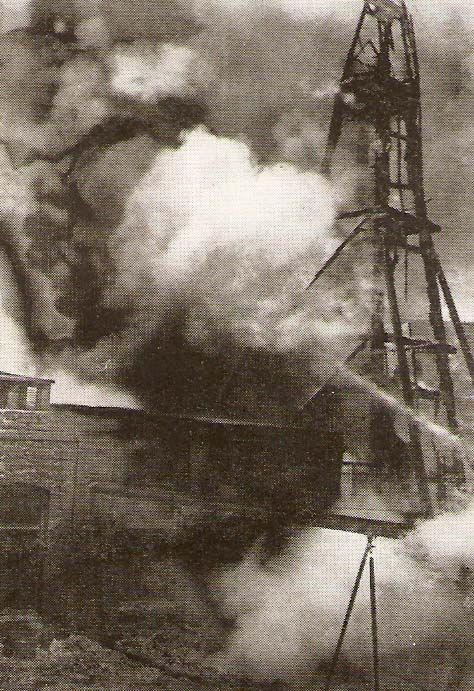
Les derricks de Bakou bombardés pendant la bataille.

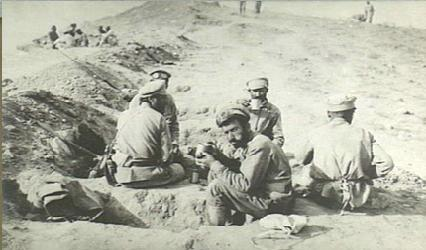
Soldats russes et arméniens peu avant une attaque, près de la ligne de front.

La bataille de Bakou commence le 26 août lorsque l'armée islamique du Caucase lance une attaque contre une entrée de la ville,. Malgré un manque d'artillerie, les forces britanniques et la garnison de Bakou tiennent leurs positions dans Bakou et une colline-la colline Binagadi-au nord de la ville. Cependant, devant la puissance de feu ottomane, elles doivent se retirer jusqu'à la ligne de chemin de fer.
Les 28 et 29 août, les forces ottomanes pilonnent la ville, et attaquent la colline Binaghadi avec plus de 500 hommes. Les troupes britanniques beaucoup moins nombreuses doivent se retirer plus au sud.
Les 29 août et 1er septembre les forces ottomanes prennent les positions de Binaghadi et Dina. Les troupes britanniques et caucasiennes ont subi de lourdes pertes, mais celles des troupes ottomanes sont si élevées que Mürsel Bey n'est pas en mesure de poursuivre son offensive. L'armée de Bakou peut alors se réorganiser. Devant la situation, Dunsterville déclare aux représentants de la République de Caspienne centrale qu'il préfère retirer ses troupes si la situation devient catastrophique. Pendant ce temps-là Bisherakhov capture Petrovsk, ce qui lui permet d'envoyer de l'aide à Bakou. Ce sont alors 600 hommes, dont des cosaques, qui redonnent espoir aux défenseurs.
Du premier au 13 septembre, les forces ottomanes n'attaquent pas. Pendant ce temps, les assiégés se préparent et envoient des patrouilles aériennes constantes. Dans son journal, Dunsterville note des atrocités commises par des Arméniens sur des musulmans. Le 12 septembre, un officier déserteur suggère que l'assaut aura lieu le 14 septembre.
La nuit du 13 au 14, l'attaque commence, à l'ouest de Bakou. Après une contre-attaque qui arrête les forces ottomanes, la situation devient critique et les défenseurs se replient sur la ville d'Anzali.
Le 30 octobre, l'Armistice de Moudros est signé et les forces ottomanes se retirent de la ville.

### Atrocités

#### Événement de Mars
Le 9 mars 1918, le général Talychinski, commandant de la division arménienne, et certains de ses commandants sont arrêtés. Le 30 mars, se basant sur des rumeurs infondées que les Azerbaïdjanais du bateau Evelina seraient prêts à se révolter contre les soviets, ceux-ci désarment l'équipage,. Les trois journées de conflits inter-ethniques, appelées évènements de mars, ont vu 12000 Azerbaïdjanais massacrés par les bolcheviques et les Arméniens.

#### Événements de septembre
En septembre 1918, les troupes de l'armée islamique du Caucase commencent à entrer dans la ville. Les Arméniens se regroupent dans le port pour s'échapper. Les troupes régulières attendirent deux jours pour entrer dans la ville, pendant que des Azerbaïdjanais armés massacrèrent des Arméniens en vengeance des événements de mars,. C'était un des derniers grands massacres de la première guerre mondiale.

## Conséquences

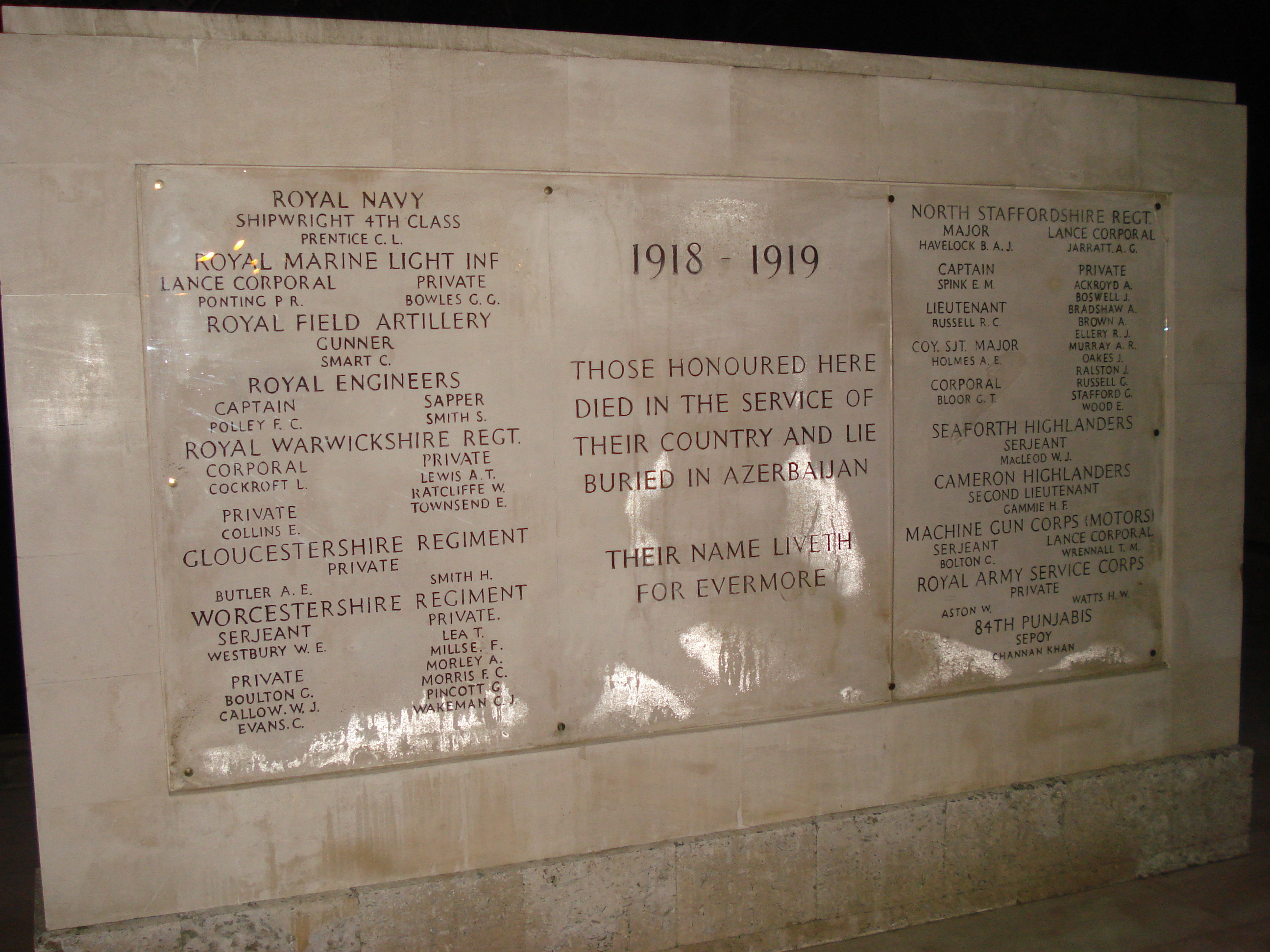
Plaque commémorative pour les soldats britanniques à Bakou.

Les Britanniques perdirent 200 hommes, tués, manquant ou blessés. Mürsel Bey admit 2000 pertes ottomanes. Sur les 80 000 Arméniens de Bakou, entre 9000 et 10 000 ont été massacrés en septembre, soit à peu près autant que les Azerbaïdjanais en mars. Au total, 20 000 Arméniens sont morts ou ont été déportés.
Aucun baril de pétrole ne fut exporté avant que les Ottomans et les Allemands ne signent l'armistice. Le 16 novembre, Nuri et Mürsel Bey quittent la ville.
Il y a à Bakou un mémorial aux soldats ottomans morts au combat, et un autre pour les soldats britanniques.
Dirigés par le général William Thomson, 5 000 soldats britanniques, dont une partie des forces de Dunsterville, arrivent à Bakou le 17 novembre, et imposent la loi martiale jusqu'à ce que l'ordre public soit rétabli.

## Héritage
Un mémorial à Bakou a été établi pour les soldats ottomans, qui ont été tués au combat. Il y a aussi un monument aux soldats britanniques à Bakou.
De nombreux érudits azerbaïdjanais considèrent que cette bataille est l'événement le plus marquant de l'histoire de l'Azerbaïdjan avant son intégration dans l'Union soviétique. C'est également un exemple de coopération et d'amitié entre l'Azerbaïdjan et la Turquie dans leurs relations diplomatiques.

### Célébrations du 100eanniversaire

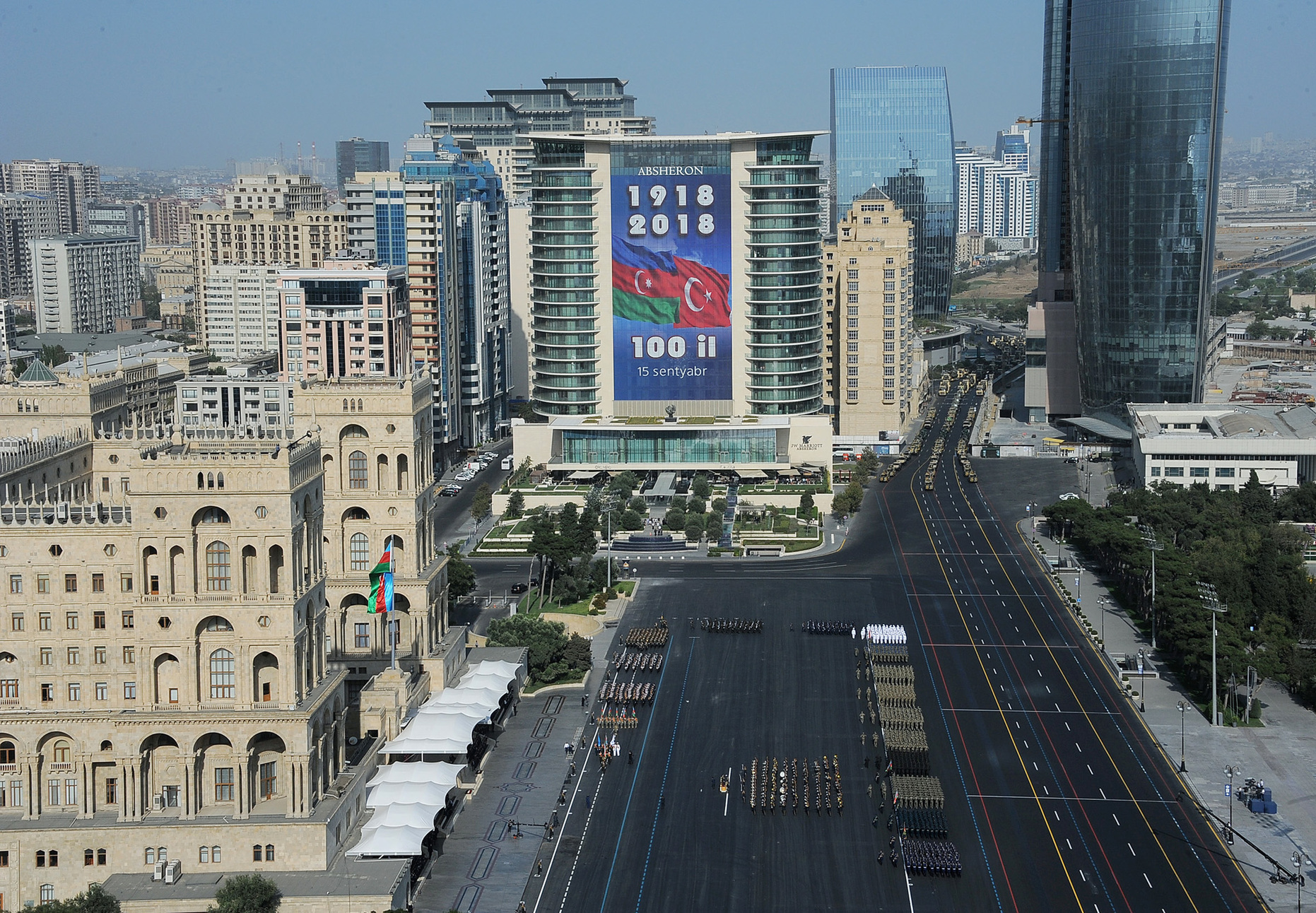
La Place Azadlig pendant le défilé.

Le 100e anniversaire de la libération de Bakou (en azerbaïdjanais: Bakının azad edilməsinin 100 illiyi) a célébré le centenaire de la libération de la ville des forces arméno-bolcheviques. L'anniversaire a été célébré par un défilé militaire le 15 septembre 2018 sur la place Azadlig, le président turc Recep Tayyip Erdoğan et le président azerbaïdjanais Ilham Aliyev étant les invités d'honneur[réf. souhaitée]. Le défilé de la garnison de Bakou comprenait des cadets des académies militaires azerbaïdjanaises, des troupes internes, des troupes des forces terrestres, de l'armée de l'air, de la marine, du service de police des frontières, de la garde nationale et des unités des forces armées turques. L’armée de l’air turque a dédié une vidéo qui a été publiée sur twitter à l’occasion de cet anniversaire. Un concert a également eu lieu au Centre culturel Heydar Aliyev.